# Rúúf Búzján
Rúúf Búzján (arabul: رؤوف بوزيان; Szúsza, 1974. február 2. –) tunéziai válogatott labdarúgó.

## Pályafutása

### Klubcsapatban
1987 és 1995 között Franciaországban a Stade Lavallois csapatában játszott. 1995 és 1998 között a szintén francia Châteauroux játékosa volt. 1998 és 2001 között a tunéziai Club Africain labdarúgója volt. 2001-től 2003-ig Olaszországban  Genoában játszott. A 2003–04-es szezonban az Étoile du Sahel csapatát erősítette.  

### A válogatottban
1994 és 2002 között 43 alkalommal szerepelt a tunéziai válogatottban és 2 gólt szerzett. Részt vett az 1994-es, a 2000-es és a 2002-es afrikai nemzetek kupáján, illetve a 2002-es világbajnokságon, ahol a Belgium elleni csoportmérkőzésen gólt szerzett. Az Oroszország és a Japán elleni találkozón is kezdőként lépett pályára.

## Külső hivatkozások
- Rúúf Búzján adatlapja a National-Football-Teams.com oldalon (angolul)

- Rúúf Búzján (angol nyelven). FootballDatabase.eu
- Rúúf Búzján (német nyelven). kicker.de
- Rúúf Búzján adatlapja a worldfootball.net oldalon (angolul)